# Movileni (Iași)
Movileni es una comuna ubicada en el distrito de Iași, Rumania.

## Superficie
Cuenta con una superficie de 80,46 kilómetros cuadrados.

## Demografía
Hasta 2021 la población era de 2895 habitantes, con una densidad de población de 35,98 habitantes por kilómetro cuadrado.